# Секі Кайя
Секі Кайя (24 грудня 1999) — японський плавець.
Учасник Олімпійських Ігор 2020 року, де в естафеті 4x100 метрів вільним стилем його збірна посіла 13-те місце і не потрапила до фіналу.